# Cà phê Blue Mountain

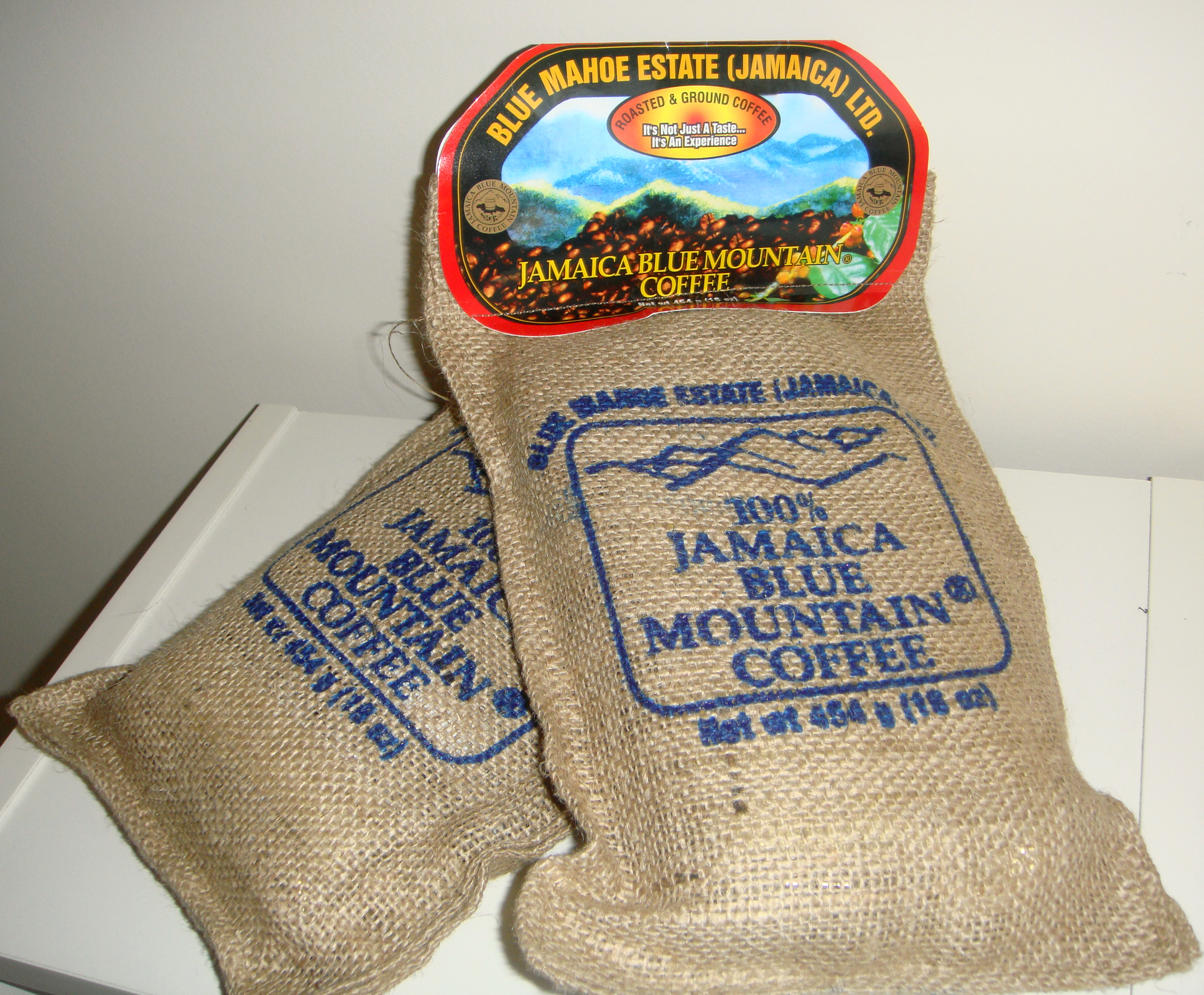
2 túi cà phê Blue Mountain được đặt trên bàn

Xem những nghĩa khác của cà phê tại trang Cà phê (định hướng)
Cà phê Blue Mountain là một trong những loại hạt cà phê arabica có giá thành cao và được ưa chuộng nhất trên thế giới. Nó có nguồn gốc ở vùng núi Blue Mountains thuộc Jamaica. Người ta  gọi loại hạt cà phê này là Jamaican Blue Mountain để phân biệt với những loại hạt cà phê khác.
Với độ cao trên 2000 m, vùng núi Blue Mountains là một trong những vùng trồng cà phê cao nhất trên thế giới. Khí hậu ở đây dễ chịu, lượng mưa lớn, đất rất giàu dinh dưỡng và thấm nước tốt. Sự kết hợp giữa đất đai và khí hậu tạo nên điều kiện lý tưởng cho cây cà phê. Tuy nhiên loại cà phê này không thích hợp với các điều kiện khí hậu khác. Sự thay đổi khí hậu sẽ dẫn tới sự thay đổi hương vị cà phê. Chính vì thế mà hiện nay nó mới chỉ được trồng ở Jamaica và Hawaii.
Theo những người sành cà phê thì loại cà phê này đượm mùi, ít chua, có chút xíu vị ngọt, đậm đà. Giá một kg cà phê loại này hiện nay khoảng 100 USD. Nhật Bản là nước nhập khẩu cà phê Blue Mountain nhiều nhất (90% tổng sản lượng trên toàn thế giới).